# Gustaw Manitius
Gustaw Manitius (ur. 7 lutego 1880 w Konstantynowie Łódzkim, zm. prawdopodobnie 28/29 stycznia 1940 w Poznaniu) – duchowny ewangelicko-augsburski, organizator polskiego życia ewangelickiego w Wielkopolsce i na Pomorzu, senior diecezji wielkopolskiej, męczennik II wojny światowej.

## Życiorys
Był synem pastora ks. Zygmunta Ottona Manitiusa i Zofii z d. Ehlert oraz wnukiem ks. Karola Gustawa Manitiusa, generalnego superintendenta Kościoła Ewangelicko-Augsburskiego w Warszawie. Po ukończeniu gimnazjum w Łodzi, w latach 1901–1906 studiował teologię na uniwersytecie w Dorpacie, gdzie był współzałożycielem Koła Teologów Polskich. Ordynowany na duchownego 10 lutego 1907 w Warszawie. Był kolejno wikariuszem w parafii Świętej Trójcy w Łodzi (1907–1909), w Lipnie, Osówce (w 1909) i następnie w parafii ewangelicko-augsburskiej w Zduńskiej Woli, gdzie w 1910 został mianowany administratorem, a w 1911 został wybrany proboszczem. Podlegał mu filialny zbór w Łasku, zaś w latach 1920–1922 dodatkowo zarządzał parafią w Wieluniu. Podczas I wojny światowej organizował pomoc dla społeczeństwa miasta i współdziałał w procesie polonizacji szkolnictwa, wykładając religię ewangelicką i historię w gimnazjum im. Kazimierza Wielkiego. Zaangażowany w życie lokalne, jako radny miejski należał do inicjatorów niezrealizowanego projektu budowy linii tramwajowej do Łodzi. W 1923 został poświęcony parafialny dom starców.
Został wybrany proboszczem polskiego zboru ewangelicko-augsburskiego (od 1937 – parafii) w Poznaniu, który objął 31 października 1924. Nabożeństwa były odprawiane w kościele staroluterańskim. W 1925 współdziałał w organizowaniu filialnego zboru w Lesznie. W latach 1924–1929 wchodził w skład komitetu redakcyjnego tygodnika "Głos Ewangelicki" wydawanego w Warszawie. Od końca lat 20. XX w. był seniorem diecezji poznańsko-pomorskiej – zwierzchnikiem polskich parafii ewangelickich w województwach poznańskim i pomorskim, w 1931 był współzałożycielem zboru w Gdyni. Okresowo pełnił funkcje administratora polskich zborów w Bydgoszczy i w Toruniu, a w 1939 zboru Ostrzeszów-Pawłów. W 1937 został seniorem nowo powstałej diecezji wielkopolskiej i członkiem synodu. Mieszkał przy ul. Siemiradzkiego 8 (obecnie nr 7). W czasie jego urzędowania ewangelickimi kapelanami wojskowymi w Poznaniu byli ks. Józef Mamica, a następnie ks. Karol Świtalski.
Podczas II wojny światowej 9 października 1939 został aresztowany przez gestapo wraz z innymi działaczami Polskiego Związku Zachodniego w Poznaniu i osadzony w więzieniu przy ul. Młyńskiej, a od grudnia w Forcie VII, gdzie został zamordowany przez pijanych strażników prawdopodobnie w nocy 28/29 stycznia 1940. Miejsce pochówku pozostaje nieznane – może to być mogiła zbiorowa na Cmentarzu Górczyńskim w Poznaniu, gdzie grzebano bezimienne ofiary tego miejsca kaźni.
Był żonaty z Marią z d. Kleindienst (zm. 1966 w Gdańsku), córką pastora w Płocku. Mieli synów: Jana (1911–1996, profesor AGH w Krakowie); Leona (ur. 1914) i Zdzisława (1922–1986, docent Politechniki Gdańskiej). W Poznaniu został uczczony w 1953 poprzez umieszczenie tablicy pamiątkowej w kaplicy ewangelicko-augsburskiej (obecnie w nowym kościele Łaski Bożej przy ul. Obozowej) oraz w 2000 poprzez nadanie jego imienia parkowi przy ul. Grunwaldzkiej, gdzie ponadto w 2002 został odsłonięty głaz pamiątkowy zaprojektowany przez prof. Władysława Wróblewskiego.

## Bibliografia

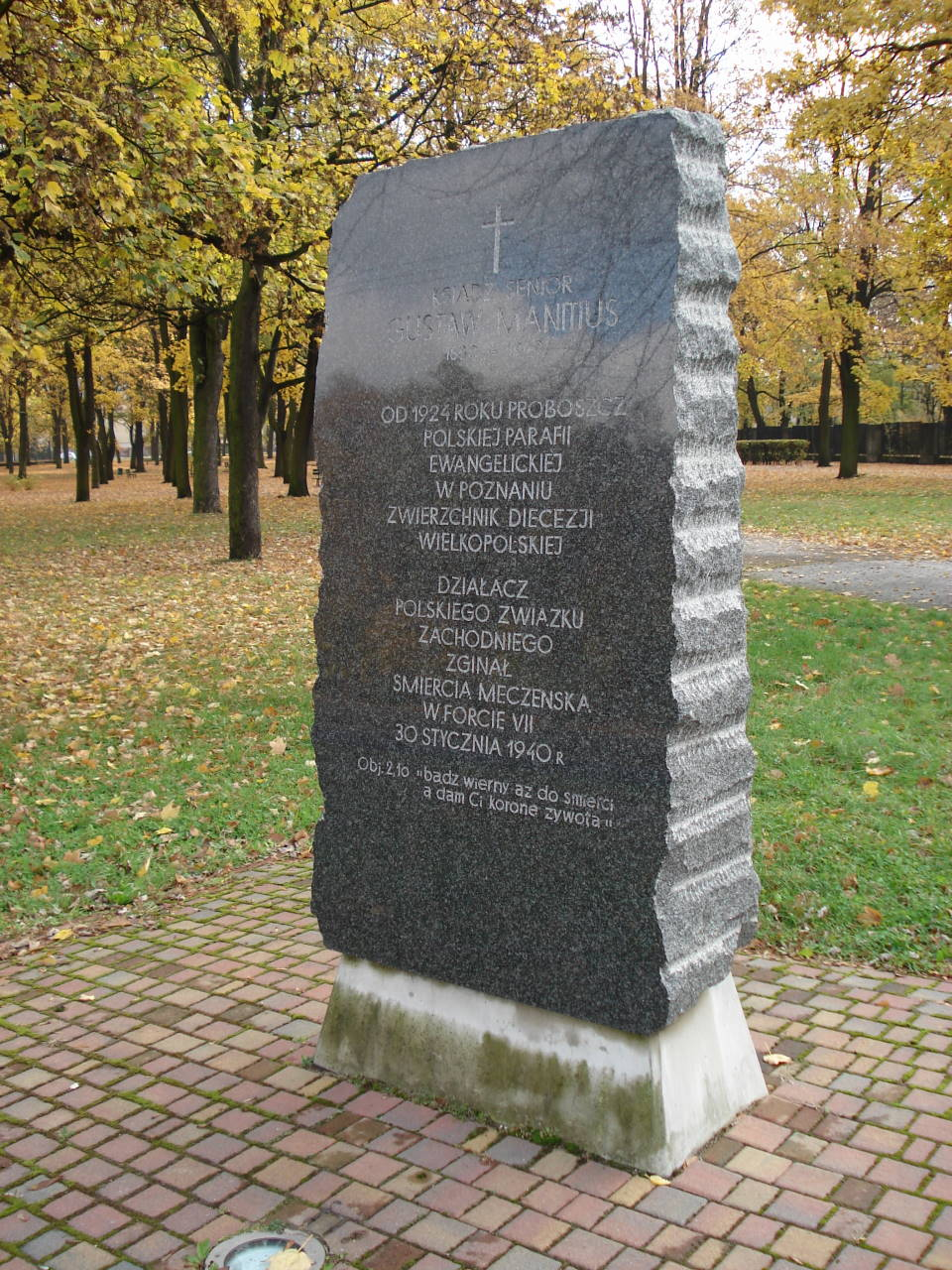
Kamień pamiątkowy ks. Gustawa Manitiusa w parku jego imienia w Poznaniu